# 拉布河畔圣马丁
拉布河畔圣马丁是奥地利布尔根兰州延纳斯多夫县的一个市镇。总面积43.01平方公里，总人口2066人，人口密度48.0人/平方公里（1º gennaio 2012年）。